# Bisbat de Foz do Iguaçu
El bisbat de Foz do Iguaçu (portuguès: Diocese de Foz do Iguaçu; llatí: Dioecesis Iguassuensis) és una seu de l'Església catòlica al Brasil, que pertany a la regió eclesiàstica Sud 2, sufragània de l'arquebisbat de Cascavel. Al 2020 tenia 433.200 batejats d'un total de 545.875 habitants. Esta dirigida pel bisbe Sérgio de Deus Borges

## Territori
La diòcesi compren 14 municipis de la part occidental de l'estat brasiler de Paranà: Foz do Iguaçu, Santa Terezinha de Itaipu, São Miguel do Iguaçu, Serranópolis do Iguaçu, Matelândia, Medianeira, Ramilândia, Céu Azul, Vera Cruz do Oeste, Diamante D'Oeste, São José das Palmeiras, Itaipulândia, Missal i Santa Helena.
La seu episcopal és la ciutat de Foz do Iguaçu, on es troba la catedral de Nostra Senyora de Guadalupe i l'ex catedral de Sant Joan Baptista.
El territori s'estén sobre 6.822 km² i està dividit en 27 parròquies.

## Història

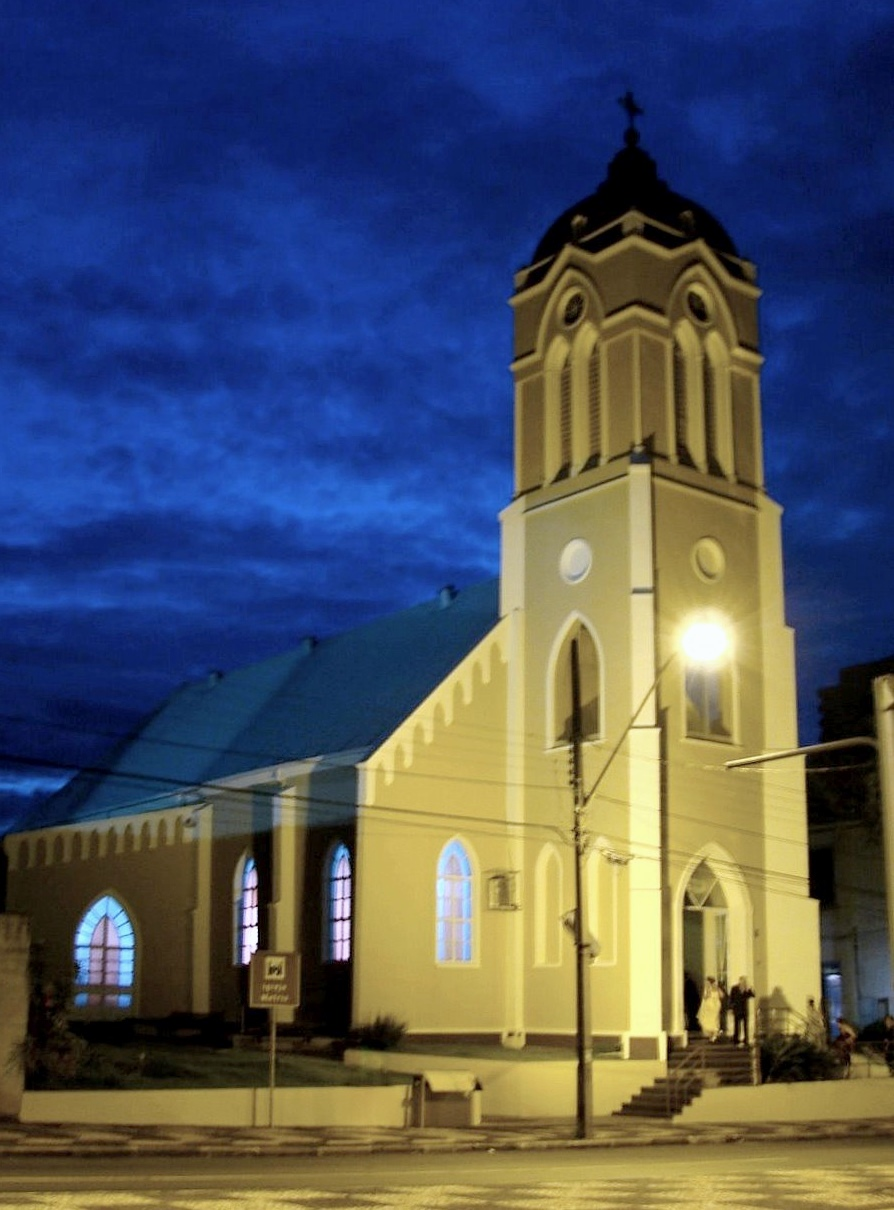
L'ex catedral de Foz do Iguaçu, l'església-mare (Igreja Matriz) de Sant Joan Baptista.

La prelatura territorial de Foz do Iguaçu va ser erigida el 10 de maig de 1926 en virtut de la butlla Quum in dies numerus del papa Pius XI, prenent el territori de la diòcesi d'Curitiba, la qual va ser paral·lelament elevada al rang d'arxidiòcesi metropolitana. La prelatura territorial era sufragània de l'arxidiòcesi de Curitiba; i l'església de Sant Joan Baptista va convertir-se en la catedral.
El 20 de juny de 1959 la prelatura territorial es desintegrà a benefici de l'erecció de dues noves diòcesis, Campo Mourão i Toledo.
L'actual bisbat de Foz do Iguaçu va ser erigit el 5 de maig de 1978 en virtut de la butlla De christiani populi del papa Pau VI, prenent el territori del bisbat de Toledo.
El 1983 s'inaugurà el seminari diocesà.
Originàriament sufragània de l'arquebisbat de Curitiba, el 16 d'octubre de 1979 passa a formar part de la província eclesiàstica de l'arquebisbat de Cascavel.
El 2005 s'iniciaren les tasques de construcció de la nova catedral, dedicada a Nostra Senyora de Guadalupe.

## Cronologia episcopal
- Manoel Könner, S.V.D. † (13 de desembre de 1947 - 20 de juny de 1959 renuncià)[1]
  - Sede soppressa (1959-1978)
- Olívio Aurélio Fazza, S.V.D. † (5 de maig de 1978 - 28 de novembre de 2001 jubilat)
- Laurindo Guizzardi, C.S. † (28 de novembre de 2001 - 20 d'octubre de 2010 jubilat)
- Dirceu Vegini † (20 d'octubre de 2010 - 29 de setembre de 2018 mort)
- Sérgio de Deus Borges, des del 17 de juliol de 2019

## Estadístiques
A finals del 2019, la diòcesi tenia 433.200 batejats sobre una població de 545.875 persones, equivalent al 79,4% del total.
| any  | població | població | població | sacerdots | sacerdots       | sacerdots       | sacerdots             | diàques | religiosos | religiosos | parroquies |
| ---- | -------- | -------- | -------- | --------- | --------------- | --------------- | --------------------- | ------- | ---------- | ---------- | ---------- |
| any  | batejats | total    | %        | total     | clergat secular | clergat regular | batejats por sacerdot | diàques | homes      | dones      |            |
| 1949 | 95.900   | 100.000  | 95,9     | 10        |                 | 10              | 9.590                 |         | 10         | 31         | 5          |
| 1980 | 391.000  | 412.000  | 94,9     | 26        | 2               | 24              | 15.038                |         | 25         | 66         | 12         |
| 1990 | 316.000  | 351.000  | 90,0     | 35        | 5               | 30              | 9.028                 |         | 31         | 97         | 15         |
| 1999 | 364.000  | 404.000  | 90,1     | 34        | 11              | 23              | 10.705                |         | 26         | 89         | 19         |
| 2000 | 368.000  | 408.000  | 90,2     | 34        | 13              | 21              | 10.823                |         | 30         | 87         | 20         |
| 2001 | 360.000  | 400.000  | 90,0     | 36        | 15              | 21              | 10.000                |         | 31         | 83         | 20         |
| 2002 | 361.000  | 402.000  | 89,8     | 38        | 16              | 22              | 9.500                 |         | 34         | 84         | 21         |
| 2003 | 361.000  | 403.000  | 89,6     | 37        | 14              | 23              | 9.756                 |         | 33         | 74         | 21         |
| 2004 | 363.000  | 405.000  | 89,6     | 37        | 15              | 22              | 9.810                 |         | 23         | 71         | 21         |
| 2006 | 382.372  | 477.964  | 80,0     | 41        | 19              | 22              | 9.326                 |         | 31         | 77         | 21         |
| 2013 | 413.000  | 521.000  | 79,3     | 49        | 22              | 27              | 8.428                 |         | 39         | 60         | 27         |
| 2016 | 423.000  | 533.000  | 79,4     | 47        | 27              | 20              | 9.000                 | 2       | 33         | 45         | 27         |
| 2019 | 433.200  | 545.875  | 79,4     | 43        | 25              | 18              | 10.074                | 4       | 21         | 53         | 27         |